# Джотто (космічний апарат)
Джотто — був європейським роботизованим космічним кораблем від Європейського космічного агентства. Космічний корабель пролетів і вивчив комету Галлея, ставши таким чином першим космічним апаратом, який спостерігав комету зблизька. 13 березня 1986 року кораблю вдалося наблизитися до ядра Галлея на відстань 596 кілометрів. Він був названий на честь художника раннього італійського Відродження Джотто ді Бондоне. Він спостерігав комету Галлея в 1301 році і отримав натхнення зобразити її як Віфлеємську зірку на своїй картині «Поклоніння волхвів у каплиці Скровеньї».

## Місія

Траєкторія Джотто

Спочатку було заплановано партнерське дослідження Сполучених Штатів Америки, яке супроводжуватиме Джотто, але це не відбулося через скорочення бюджету НАСА. Були плани встановити обладнання для спостереження на борту космічного човника на навколоземній орбіті приблизно під час прольоту Джотто, але вони, у свою чергу, провалилися через катастрофу Челленджера.
Тоді цей план став спільною армадою з п’яти космічних зондів, включаючи «Джотто», два з радянської програми «Вега» та два з Японії: зонди «Сакігаке»та «Суйсей». Ідея полягала в тому, щоб японські зонди та вже існуючий американський зонд International Cometary Explorer проводили вимірювання на великій відстані, а потім російський Vegas, який би визначив місцезнаходження ядра, а отримана інформація, надіслана назад, дозволила б Джотто точно націлитися дуже близько до ядра. Через те, що Джотто проходив би дуже близько до ядра, ЄКА було переважно переконане, що воно не переживе зіткнення через зіткнення космічного корабля на дуже високій швидкості з багатьма частинками пилу від комети. Скоординована група зондів стала відомою як Армада Галлея.

## Дизайн
Циліндричний корабель мав 1,85 м у діаметрі та мала три внутрішні платформи. Він був отриманий від дослідницького супутника GEOS, побудованого компанією British Aerospace у Філтоні, Брістоль, і модифікований додаванням захисту від пилу (щит Уіпла), як запропоновано Фредом Уіплом. Щит складався з тонкого (1 мм) алюмінієвий лист, розділений проміжком і більш товстий (12 мм) кевларовий лист. Пізніший космічний корабель Stardust використовуватиме подібний щит Уіппла. Джотто також мав 1,51 м діаметром антени, яку він використовував для зв'язку із Землею. Макет космічного корабля знаходиться в ангарі Bristol Aero Collection у Філтоні, Брістоль, Англія, Велика Британія, Європа. 

### Наукові прилади
Джотто мав 10 наукових інструментів.
- MAG: магнітометр
- HMC (багатоколірна камера Галлея): 16-см телескоп і камера
- DID (Dust Impactor Detector System): вимірювання маси частинок пилу, які потрапили на прилад
- RPA (аналізатор плазми Rème): вивчав сонячний вітер і заряджені частинки
- JPA (аналізатор плазми Джонстона): також вимірював сонячний вітер і заряджені частинки
- PIA (Particulate Impact Analyser): вивчає розмір і хімічний склад частинок
- OPE (Optical Probe Experiment): досліджено коефіцієнт випромінювання газу та пилу позаду космічного корабля.
- EPA (енергетичний аналізатор частинок): аналізує альфа-частинки, електрони та нейтрони
- NMS (нейтральний мас-спектрометр): виміряно склад частинок навколо комети
- IMS (іонний мас-спектрометр): вимірював кількість іонів від сонця та комети
- GRE (Радіоексперимент Джотто): використовував радіосигнали Джотто для вивчення комети Галлея

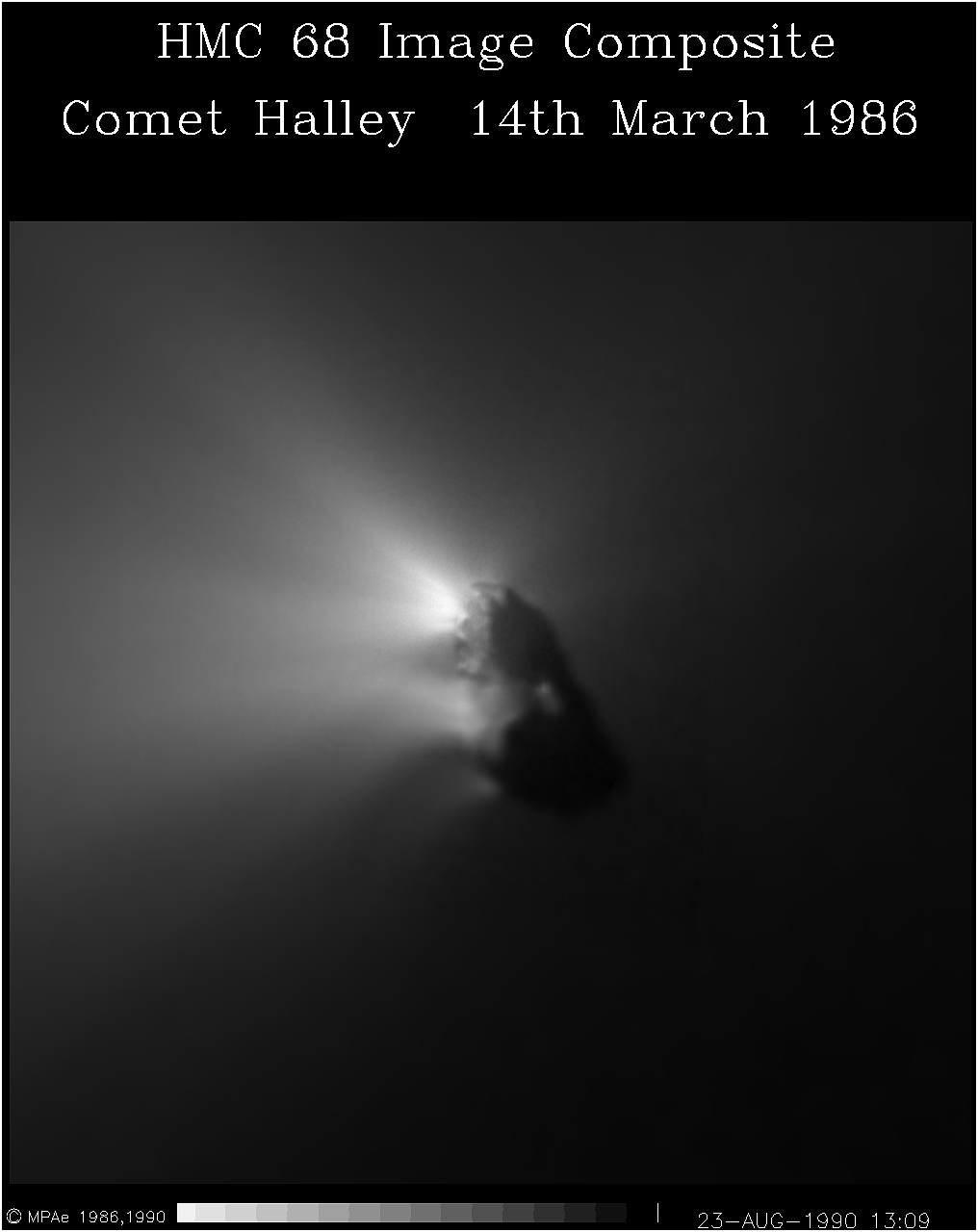
Комета Галлея на найближчому зближенні космічного корабля Джотто

## Наукові результати
Зображення показали, що ядро Галлея було темним тілом у формі арахісу, 15 км, 7 км до 10 км шириною. Лише 10% поверхні було активно, принаймні три струмені, що виділяють гази, були помічені на освітленій сонцем стороні. Аналіз показав, що комета утворилася 4,5 мільярда років тому з летких речовин (переважно льоду), які конденсувалися на частинках міжзоряного пилу. Він практично не змінювався з моменту свого утворення.
Виміряний об’єм матеріалу, викинутий кометою:
- 80% води,
- 10% чадний газ
- 2,5% суміші метану та аміаку.
- інші вуглеводні, залізо та натрій були виявлені в слідових кількостях.

Джотто виявив, що ядро Галлея темне, що свідчить про густе покриття пилу.

Було встановлено, що кількість викинутого матеріалу становить три тонни на секунду для семи струменів, і це спричинило коливання комети протягом тривалого часу.